# Bernat Fenollar
|  | Pel noble català del segle XIV, vegeu Bernat de Fenollar |

Bernat Fenollar (Penàguila, c. 1438 – València, 1516) va ser un eclesiàstic, poeta, professor i escaquista valencià. Formà part de l'Escola Satírica Valenciana. Fou secretari del certamen poètic del 1474 i li és atribuïda l'edició d’Obres e trobes, recull de les obres presentades al certamen.
La tertúlia més important valenciana es reuní a casa seva (Jaume Gassull, Joan Moreno, Baltasar Portell, Narcís Vinyoles, etc.). La majoria de la seva producció poètica forma part d'obres conjuntes amb altres autors: Lo procés de les olives (1497), Lo passi en cobles (1493), Escacs d'amor (editada el 1914), en què destaca per la seva correcció formal.
Alguns dels seus debats poètics s'apleguen en el Cancionero General (1511) d'Hernando del Castillo. Juntament amb Jeroni Pau va escriure les Regles d'esquivar vocables o mots grossers o pagesívols.